# غوستافا آينر
غوستافا آينر (بالألمانية: Gustava Aigner)‏ (ولدت في 29 أبريل 1906 وتوفيت في 22 مارس 1987) هي جيولوجية وإحاثية نمساوية. وقد لوحظت بشكل خاص لعملها مع فرانز هيريتش ومع زوجها فرانز كالر. تقديراً لاكتشافها للجربتوليت في منطقة غريويك الشمالية، قامت زميلتها السابقة إيدا بيلتزمان بتسمية نوعين لها.
ولدت غوستافا آينر في 29 أبريل 1906 في سالزبورغ. لغوستاف آينر الذي كان محاميا، وماريا ني ميلبلر. بعد أن تلقت تعليمها الابتدائي درست الجيولوجيا وعلم الحفريات والمعادن وعلم الصخور في جامعة غراتس.كانت ثاني امرأة تدرس الجيولوجيا في الجامعة النمساوية. حصلت على درجة الدكتوراه في يوليو 1929، عندما كان عمرها 23 عامًا، كانت أطروحتها عن علم وصف طبقات الأرض وعلم الحفريات.
ثم درست لمدة خمس سنوات في سالزبورغ. كانت قد خططت في الأصل لدراسة علم النبات؛ أثار فرانز هيريتش اهتمامها بالجيولوجيا، وفي عام 1935 تزوجت من المصرفي فرانز كالر، زميل هيريتش الذي أكمل درجة الدكتوراه في عام 1931. عمل كالر كجيولوجي في كلاغنفورت في النرويج وكيرنتن، حيث تم تعيينه جيولوجيًا عامًا في عام 1947. شاركت في تأليف العديد من الأوراق مع زوجها كالر وهيريتش، ساعدت في دراسة منهجية للمغزليات.غطت دراستهم ومنشوراتهم الطبقة المتأخرة الباليوزوية في جبال الألب. بعد نهاية الحرب العالمية الثانية في عام 1945، استأنفت هي وزوجها حياتهما المهنية وأقاما علاقات مع العالم.
في يونيو 1979، أعادت جامعة غراتس منحها درجة الدكتوراه وقدمت لها وسام الشرف من قبل رابطة الأكاديميين. في يونيو 1980، كرمتها جمعية علماء النساء.
كان لدى جوستافا كالر-آينر ثلاث بنات. ولدت ابنتها الأولى عام 1937. خضعت لثلاث عمليات خطيرة وتوفيت في 22 مارس 1987 بعد مرض طويل.